# Berlin South-Western Cemetery

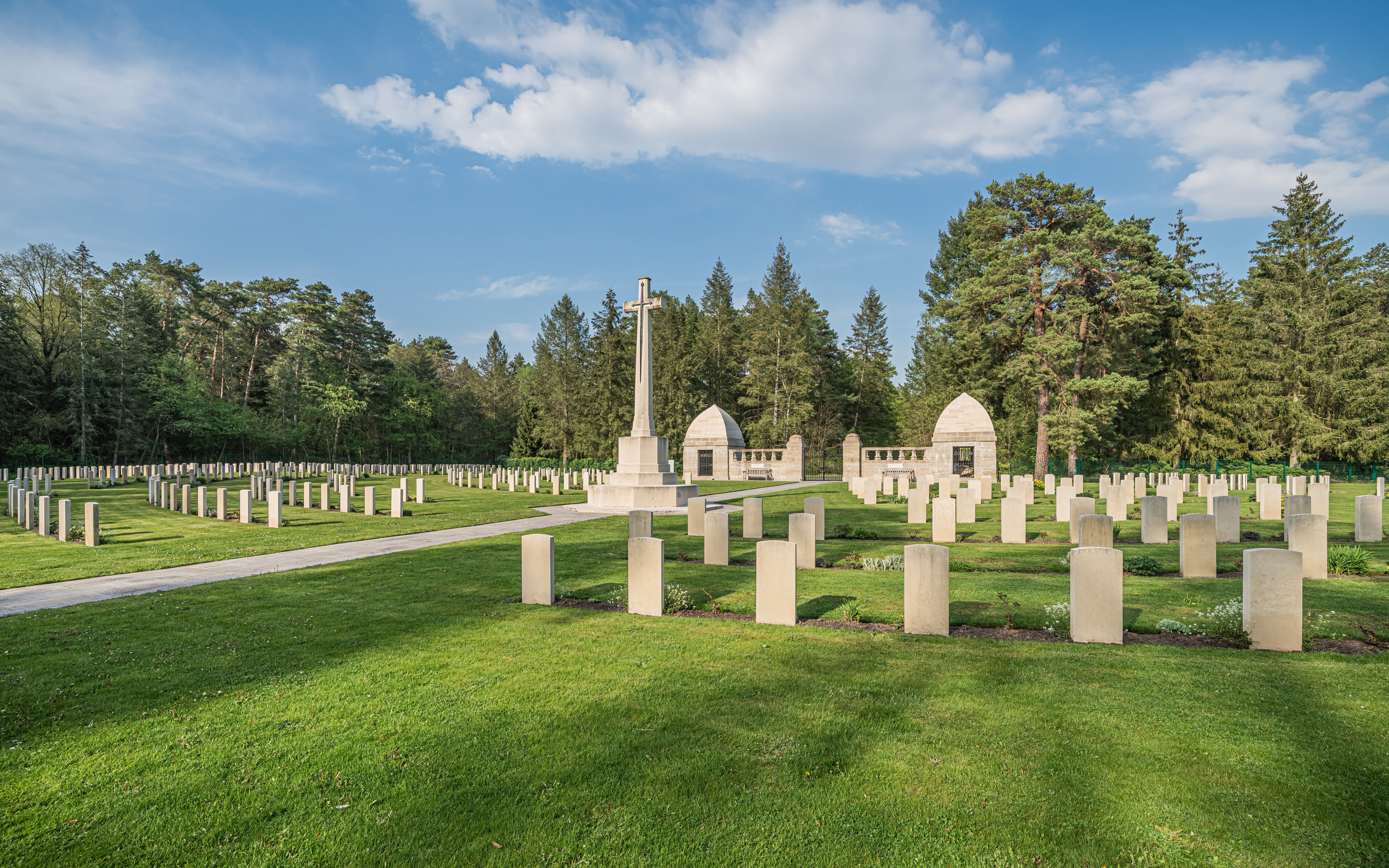
Berlin South Western Cemetery, 2021

Der Berlin South-Western Cemetery ist eine Commonwealth-Kriegsgräberstätte in der Ortschaft Stahnsdorf (südlich von Berlin) auf dem Südwestkirchhof Stahnsdorf. Auf diesem Soldatenfriedhof sind Gefallene, verstorbene Kriegsgefangene und Opfer des  Ersten Weltkriegs beigesetzt worden.

## Geschichte
Mit den ersten Beerdigungen und Überführungen verstorbener britischer Kriegsgefangenen auf dem Südwestkirchhof Stahnsberg begann man bereits 1920. Die Britische Regierung und der Stadtsynodalverband der Evangelischen Kirche schlossen am 20. November 1924 einen Nutzungsvertrag über ein Grundstück, auf dem eine Kriegsgräberstätte der Commonwealth War Graves Commission (CWGC) errichtet wurde. 1992 wurde dieser Friedhof, nach den einheitlichen Bestimmungen der CWGC, umgestaltet und restauriert.

## Belegung
Mit Abschluss und Einweihung dieser Gedenkstätte fanden insgesamt 1172 Opfer ihre letzte Ruhestätte. Auf diesem Platz wurden überwiegend Heeressoldaten und Marineangehörige beigesetzt, zusätzlich bestattete man auch Angehörige der Handelsmarine. Der größte nationale Anteil kommt aus dem  Vereinigten Königreich von Großbritannien, weitere Bestattete stammen aus Australien, Kanada, Südafrika, Neufundland und Neuseeland. Die in deutscher Kriegsgefangenschaft Verstorbenen starben in Lagern, die in den preußischen Provinzen Brandenburg, Schlesien und Pommern eingerichtet waren.
Auf dem Südwestkirchhof Stahnsdorf ist neben dem Friedhof der CWGC auch ein Soldatenfriedhof für italienische Gefallene errichtet worden, dieser wurde durch Italien erbaut und betreut.

## Gestaltung
Nach der Neu- und Umgestaltung des Friedhofs, im Jahre 1992, ist er nun nach dem einheitlichen Muster der CWGC gestaltet worden. 

### Zentrale Elemente
Die zentralen Merkmale sind das, auf einer Achse angelegte, Opferkreuz und der Altarstein, ein geradliniger Kiesweg bildet eine Verbindung zwischen diesen beiden markanten  Elementen. Der Altarstein (Stone of Remembrance) ist mit dem Schriftzug „Their Name Liveth For Evermore“ versehen worden. Das Opferkreuz (Cross of Sacrifice) ist ein St. Patricks-Kreuz, an dem ein Kreuzritterschwert befestigt ist. Rechts und links der Ehrenhalle sind zwei gleich gestaltete Turmelemente errichtet, in einem befindet sich das Friedhofsregister.

### Grabsteine
Die Grabsteine sind beidseitig, in einem Halbbogen, entlang des Kiesweges zwischen Opferkreuz und Altarstein,  angeordnet und bestehen aus weißem Portlandstein. Von oben nach unten gelesen sind die Einheit, der Name mit Dienstgrad, die Religionszugehörigkeit (soweit bekannt) und ein Begleitvers der Angehörigen (falls erwünscht) eingraviert. Die Grabreihen und Grabsteine sind nicht nach Herkunft oder Dienstgrad angeordnet, damit soll eine „Gleichstellung“ der Toten symbolisiert werden.